# Ramón Tapia
Ramón Tapia Zapata (Antofagasta, Región de Antofagasta, 17 de marzo de 1932-12 de abril de 1984) fue un boxeador chileno que logró una medalla de plata en los Juegos Olímpicos de Melbourne 1956.

## Biografía
Nació en Antofagasta y fue toda su vida minero en la Oficina Salitrera Pedro de Valdivia, ubicada en el norte de Chile. Era considerado como un boxeador tosco y de gran fuerza.
Este boxeador estuvo a un paso de quedar fuera de la historia ya que no lo querían incluir en la selección que viajaría a estos Juegos Olímpicos por considerarlo demasiado tosco. Para incluirlo en el equipo el técnico lo mandó a un campeonato internacional que se realizaría en Montevideo, el torneo Nann Ache Etchart, con boxeadores de altísimo nivel. Tenía que ser campeón, de lo contrario no sería incluido en el equipo. El chileno no solo fue campeón, fue figura y elegido como el más completo del certamen y se ganó su derecho a participar en los Juegos Olímpicos.
En los Juegos tuvo una actuación notable, venciendo a dos rivales por K.O. y a otro por puntos. En la final se encontró con el soviético Gennadi Shatkov, un boxeador de características similares a las del antofagastino, por lo que se esperaba que el primero que pegara ganaría. Shatkov acertó el golpe primero, quedándose con la medalla de oro y provocando curiosamente, el primer nocaut en la carrera de Ramón Tapia.
Tenía un peso de 72 kilogramos y 1.72 metros de altura.

## Resultados olímpicos
- Venció a Zbigniew Piórkowski (Polonia) por K.O.
- Venció a Július Torma (Checoslovaquia) por K.O.
- Venció a Gilbert Chapron (Francia) por K.O.T.
- Perdió ante Gennadi Shatkov (Unión Soviética) por K.O. en la final.

## Títulos
- Ganador de la medalla de plata en boxeo categoría medianos, en los Juegos Olímpicos de Melbourne, Australia en 1956.
- Campeón amateur de Chile en 1953.
- Campeón amateur de Chile en 1954.
- Campeón amateur de Chile en 1955.
- Campeón invicto amateur de Chile en 1956.